# Gloria Ofoegbu
Gloria Chetachi Ofoegbu (* 3. Januar 1992 in Calabar, Nigeria) ist eine nigerianische Fußballspielerin.

## Karriere
Ofoegbu wechselte 2011 von Nasara United zum Women-Professional-Football-League-Gewinner Rivers Angels. In ihrer ersten Saison bei den Angels holte sie auf Anhieb den Federations Cup.

### International
Ofoegu nahm für ihr Heimatland Nigeria an drei Weltmeisterschaften teil. So kam sie im Rahmen der U-17-WM 2008 in Neuseeland, der Senioren-WM 2011 in Deutschland und der U-20-WM 2012 in Japan zum Einsatz. Ofoegbu ist die Mannschaftskapitänin der nigerianischen U-20-Nationalmannschaft und kam schon 2010 für ihr Debüt der A-Nationalmannschaft.

## Erfolge
- Federations Cup: 2011